# Christian Morville
Christian Viggo Morville (Frederiksberg, 3 dicembre 1891 – Frederiksberg, 21 dicembre 1942) è stato un calciatore danese.

## Carriera

### Nazionale
Prese parte, con la sua Nazionale, hai Giochi olimpici del 1912 dove vinse la medaglia d'argento.

## Palmarès

### Nazionale
- Argento olimpico: 1

Stoccolma 1912